# 30-я танковая бригада
 30-я танковая бригада  — танковая бригада Красной армии в годы Великой Отечественной войны.
Сокращённое наименование — 30 тбр.

## Формирование и организация
30-я танковая бригада сформирована на основании Директивы НКО № 724986сс от 09.05.1942 г. с 3 марта по 25 мая 1942 г. Московски АБТ Центром на территории Московской области, затем в апреле переброшена в Рязанскую область.
По перечню № 14 на формирование бригады был обращен 30-й танковый полк 15-й танковой дивизии (расформированный 14 августа 1941 г.) и 30-й танковый полк 9-й кавалерийской дивизии (расформированный 8 октября 1941 г.). 1 мая 1942 г. передислоцирована в район Ясной Поляны (Тульская обл.).
25 мая 1942 г. бригада включена в состав 12-го тк 3-й ТА.
16 августа 1942 г. бригада в составе 12-го тк 3-й ТА и прибыла на Западный фронт. 25 сентября 1942 г. бригада в составе 12-го тк 3-й ТА выведена в резерв Ставки ВГК в район Тулы и Калуги.
2 января 1943 г. бригада в составе 12-го тк 3-й ТА подчинена Воронежскому фронту. 24 апреля 1943 г. бригада в составе 12-го тк 3-й ТА выведена в резерв Ставки ВГК.
16 июля 1943 г. бригада в составе 12-го тк 3-й ТА вошла в состав войск Брянского фронта.
Приказом НКО № 404 от 26 июня 1943 г. бригада переформирована в 51-ю гвардейскую  танковую бригаду.

## Боевой и численный состав
Бригада сформирована по штатам №№ 010/345-010/352 от 15.02.1942 г.:
- Управление бригады [штат № 010/345]
- 315-й отдельный  танковый батальон [штат № 010/346]
- 316-й отдельный танковый батальон [штат № 010/346]
- Мотострелково-пулеметный батальон [штат № 010/347]
- Противотанковая батарея [штат № 010/348]
- Зенитная батарея [штат № 010/349]
- Рота управления [штат № 010/350]
- Рота технического обеспечения [штат № 010/351]
- Медико-санитарный взвод [штат № 010/352]

## Подчинение
Периоды вхождения в состав Действующей армии:
- с 22.08.1942 по 18.09.1942 года.
- с 01.01.1943 по 04.04.1943 года.
- с 14.07.1943 по 26.07.1943 года.

| Дата            | Фронт (округ)            | Армия                          | Корпус               | Дивизия | Бригада | Примечания |
| --------------- | ------------------------ | ------------------------------ | -------------------- | ------- | ------- | ---------- |
| 01.03.1942 года | Уральский военный округ  |                                |                      |         |         |            |
| 01.04.1942 года | Уральский военный округ  |                                |                      |         |         |            |
| 01.05.1942 года | Уральский военный округ  |                                |                      |         |         |            |
| 01.06.1942 года | Уральский военный округ  |                                |                      |         |         |            |
| 01.07.1942 года | Уральский военный округ  |                                |                      |         |         |            |
| 01.08.1942 года | Московский военный округ |                                |                      |         |         |            |
| 01.09.1942 года | Западный фронт           | 3-я танковая армия             | 12-й танковый корпус |         |         |            |
| 01.10.1942 года | РВГК                     | 3-я танковая армия             | 12-й танковый корпус |         |         |            |
| 01.11.1942 года | РВГК                     | 3-я танковая армия             | 12-й танковый корпус |         |         |            |
| 01.12.1942 года | РВГК                     | 3-я танковая армия             | 12-й танковый корпус |         |         |            |
| 01.01.1943 года | Воронежский фронт        | 3-я танковая армия             | 12-й танковый корпус |         |         |            |
| 01.02.1943 года | Воронежский фронт        | 3-я танковая армия             | 12-й танковый корпус |         |         |            |
| 01.03.1943 года | Юго-западный фронт       | 3-я танковая армия             | 12-й танковый корпус |         |         |            |
| 01.04.1943 года | РВГК                     |                                | 12-й танковый корпус |         |         |            |
| 01.05.1943 года | Московский военный округ |                                | 12-й танковый корпус |         |         |            |
| 01.06.1943 года | РВГК                     | 3-я гвардейская танковая армия | 12-й танковый корпус |         |         |            |
| 01.07.1943 года | РВГК                     | 3-я гвардейская танковая армия | 12-й танковый корпус |         |         |            |

## Командиры

### Командиры бригады
- Кулик Василий Леонтьевич Архивная копия от 14 июля 2021 на Wayback Machine, полковник (28.08.1942 погиб в бою)01.05.1942 - 28.08.1942 года.[1]
- Курист Людвиг Иванович, майор, с 12.10.1942 подполковник. ид, 00.09.1942 - 17.02.1943 года.
- Курист Людвиг Иванович, подполковник (в апреле 1943 попал в плен), 17.02.1943 - 09.04.1943 года.[2]
- Новохатько Михаил Степанович, подполковник, ид, 09.04.1943 - 24.06.1943 года.
- Новохатько Михаил Степанович, подполковник,24.06.1943 - 26.07.1943 года.[3]

### Начальники штаба бригады
- Причадин Николай Алексеевич, майор. 28.05.1942 - 15.04.1943  года.
- Мельник Николай Андреевич, майор, 15.04.1943 - 26.07.1943 года.[4]

### Заместитель командира бригады по строевой части
- Курист Людвиг Иванович, майор, 24.05.1942 - 00.09.1942 года.

### Начальник политотдела, заместитель командира по политической части
- Печерский Лев Григорьевич, майор, 05.03.1942 - 26.07.1943 года.

## Боевой путь

### 1942
К 16 августа бригада прибыла на Западный фронт и участвовала в контрударе по 2-й немецкой танковой армии южнее г. Козельск

### 1943
Со 2 января 1943 г. бригада воевала на Воронежском фронте, участвовала в Острогожско-Россошанской и Харьковской наступательных операциях. В ходе последней со 2 марта 1943 г. бригада находилась в окружении в районе г. Полтава.

## Отличившиеся воины
| Награда | Ф. И.О                    | Звание                                                             | Должность       | Дата награждения | Примечания |
| ------- | ------------------------- | ------------------------------------------------------------------ | --------------- | ---------------- | ---------- |
|         | Шилов, Григорий Иосифович | механик-водитель танка 316 танкового батальона 30 танковой бригады | старший сержант | 10.01.1944 г.    |            |